# Coperte Guicciardini

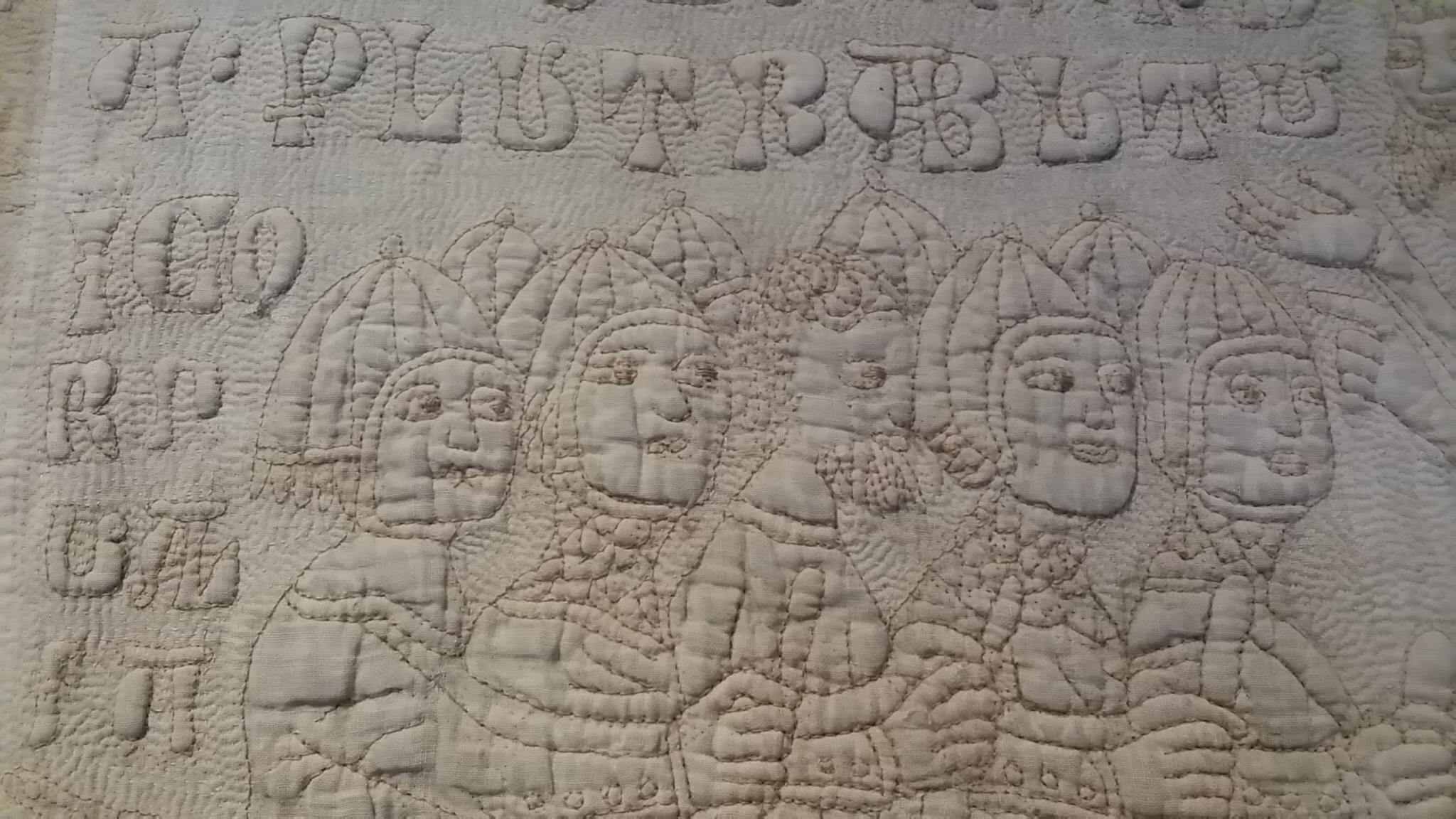
Dettaglio del Tristan Quilt esposto al Victoria and Albert Museum

Le coperte Guicciardini (in inglese Guicciardini Quilts) sono due coperte risalenti alla fine del XIV secolo, eseguite con la tecnica del trapunto su teli di lino sovrapposti, ricamati e trapuntati. Appartenute alla famiglia Guicciardini, una tra le più eminenti famiglie fiorentine, il cui stemma è raffigurato sui tessuti, sono decorate con immagini e testi della leggenda di Tristano e Isotta. Molto simili per tecnica, materiali e disegno, risultano strettamente correlate tra loro. È tuttavia controverso se i due manufatti siano stati realizzati come coppia o se fossero un tempo parti di un unico pezzo di grandi dimensioni. Insieme a un terzo ricamo proveniente dalla stessa bottega ma posteriore di un centinaio di anni, le coperte Guicciardini costituiscono i più antichi esempi conservati in Europa di trapunte decorative. Queste opere d'arte tessile sono gli unici pezzi di decorazione contemporanei a raffigurare questa parte della leggenda di Tristano in modo così dettagliato.

## Primi studi
Una delle coperte Guicciardini è esposta dal 2022 al Museo di Palazzo Davanzati a Firenze, che fa parte del Museo nazionale del Bargello, mentre l'altra si trova al Victoria and Albert Museum di Londra, dove è conosciuta come "Tristan Quilt". Nella letteratura accademica, soprattutto in inglese, i pezzi vengono chiamati "Quilts" (termine inglese per trapunta) e identificati con i nomi dei musei: "Bargello Quilt" e "V&A Quilt". In Italia, la coperta del Bargello è chiamata "Coperta Guicciardini" o "Coperta di Usella", dalla villa Giucciardini di Usella dove fu rinvenuta. È nota una terza coperta, chiamata Coperta Pianetti, presumibilmente proveniente dalla stessa manifattura e anch'essa decorata con un'immagine di Tristano.
Un ampio trattato su entrambe le coperte fu pubblicato, già nel 1913, da Pio Rajna, professore di letteratura italiana. Rajna considerava il Tristan Quilt come completo e che alla coperta Guicciardini, più piccola, mancassero il bordo destro e la parte superiore. Sostenne inoltre l'idea che le coperte formassero una coppia. Questa opinione fu ripresa nel 1938 da Roger Sherman Loomis nel suo libro Arthurian Legends in Medieval Art. Il suo scritto ebbe una maggiore diffusione e costituì la base per gli autori successivi. Sia Rajna che Loomis erano storici della letteratura ed erano interessati principalmente alla leggenda di Tristano raffigurata sui tessuti. Entrambi poterono vedere solo una coperta originale (Rajna la coperta di Usella e Loomis il Tristan Quilt), mentre l'altra la studiarono attraverso foto e descrizioni.

## Provenienza
Entrambe le coperte sono attribuite alla stessa bottega dell'Italia meridionale, o più precisamente siciliana. A causa di una denominazione in un inventario fiorentino del 1386, molti storici sostengono che il laboratorio delle coperte si trovasse in Sicilia. Tuttavia, nel XIV secolo il termine "Sicilia" non si riferiva propriamente all'isola, ma al "Regno di Sicilia", che oggi è generalmente indicato come "Regno di Napoli".
La ricerca su questo punto è difficile perché i documenti d'archivio del Regno di Napoli furono distrutti dai soldati tedeschi nel 1945. Gli elenchi di inventario indicano in ogni caso che gli oggetti di arredo tessile erano molto apprezzati a quel tempo e che le costose trapunte bianche facevano spesso parte delle doti. È documentato che nel Regno di Napoli venivano prodotte opere trapuntate decorative, tra cui un numero elevato di coperte da letto. Tuttavia è probabile che i pezzi più lussuosi provenissero da un'altra zona. Un documento registrato in Sicilia nel 1392 indica una fonte straniera per tali coperte. A seconda della traduzione e dell'interpretazione, le teorie indicano diversi luoghi di origine. In ogni caso, è più probabile che le opere provengano dalla terraferma piuttosto che dalla Sicilia.
La coperta del Bargello fu scoperta nel 1890 nella villa di famiglia dei Guicciardini ad Usella, vicino a Prato. Lì rimase esposta in una vetrina fino al 1927 e poi acquistata dal Museo Nazionale del Bargello per la somma di 90.000 lire. Il Victoria and Albert Museum acquistò il suo quilt nel 1904 da  "Madame Ristori", con ogni probabilità la famosa attrice Adelaide Ristori, in quel momento residente a Londra, che presumibilmente rappresentava la famiglia Guicciardini.

## Datazione
Le coperte Guicciardini sono datate alla fine del XIV secolo. Le argomentazioni a favore di questo periodo di produzione sono da un lato l'abbigliamento delle persone raffigurate, le cui specifiche caratteristiche si ritrovano in dipinti della stessa epoca, dall'altro i numerosi riferimenti scritti a "opere di Napoli" bianche e trapuntate. A ciò si aggiungono riferimenti alla reale storia politica della regione in quel periodo (la lotta per il dominio sul Regno di Napoli).

## Descrizione fisica
Entrambe le coperte sono di forma pressoché rettangolare. La coperta Usella, con i suoi 2,46 m di altezza × 2,05 m di larghezza, è più piccola del Tristan Quilt, che misura 3,20 m di altezza e 2,87 m di larghezza. Nonostante la loro età, lo stato di conservazione di entrambe le trapunte è molto buono, anche se la coperta del Victoria and Albert Museum è in condizioni peggiori rispetto a quella del Bargello.

### Le scene
In totale, sulle coperte sono raffigurate 22 scene. La disposizione delle immagini è simile su entrambi i pezzi: lungo due bordi corre una fascia ampia e decorata con illustrazioni. Al centro si trovano più riquadri rettangolari contenenti anch'essi immagini ricamate: quattro sulla coperta del Bargello e sei su quella del Victoria and Albert Museum.
L'area centrale e le scene in essa rappresentate sono chiaramente delimitate da una fascia decorativa ricamata con quadrifogli stilizzati larga 10 cm. Nel bordo, invece, le scene sono separate da motivi di grappoli d’uva, tralci di vite e foglie di quercia. Molte delle scene sono accompagnate da testi in dialetto siciliano e caratteri gotici. Le figure umane raffigurate presentano espressioni facciali ben definite e gesti delle mani evidenti. I singoli personaggi che ricorrono in diverse scene sono facilmente riconoscibili.

### Materiali ed esecuzione

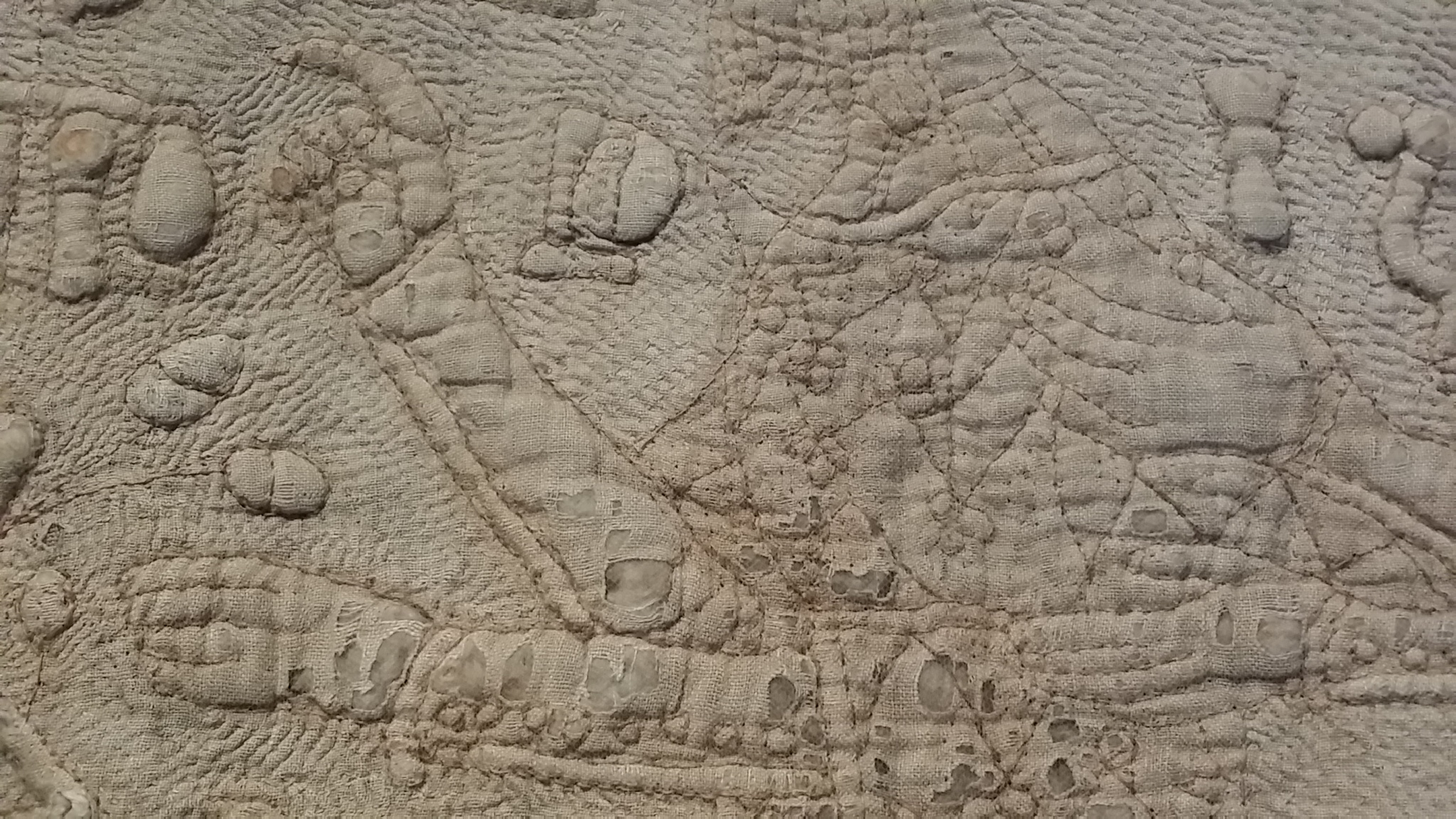
Un punto usurato della coperta del Victoria and Albert Museum rivela l'imbottitura di cotone

Le coperte Guicciardini sono realizzate con gli stessi materiali. Ci sono due teli esterni di lino non tinto. Tra i teli superiori, di trama più fitta, e quelli inferiori si trova un'imbottitura di bambagia di cotone usata per le figure più grandi e filato di cotone poco ritorto a più capi per i dettagli. Va notato che all'epoca il cotone non era coltivato in Europa e doveva essere importato, risultando quindi costoso.
Gli strati sono tenuti insieme da punti decorativi che collegano tutti i livelli. Per delineare i contorni delle figure, dei testi, degli edifici e degli elementi floreali è stato utilizzato un filo di lino marrone scuro, nocciola e beige cucito a punto indietro. I contorni delle figure del Tristan Quilt sono stati ricamati nuovamente in un dato momento storico. Si può notarlo dai fori delle nuove cuciture che non coincidono con quelli originali. Lo sfondo delle figure e delle lettere è stato realizzato con filo di lino bianco a punto filza. Questa tecnica, chiamata "broderie de Marseille" o ricamo marsigliese, si realizzata con filo bianco su tessuto bianco tramite una fine lavorazione che crea una struttura tridimensionale con forti contrasti di luce e ombra. Nelle coperte Guicciardini migliaia di piccoli punti realizzati con filo bianco riempiono gli sfondi con linee ravvicinate e delineano i contorni delle onde. Gli elementi principali del disegno risultano in rilievo, mentre le aree di sfondo appaiono piatte in contrasto, forse perché solo questi elementi sono stati imbottiti o per il fatto che i punti sullo sfondo appiattiscono l'imbottitura generale. Sembra probabile che l'imbottitura sia stata inserita tra gli strati di tessuto prima di eseguire il ricamo. Inoltre, vista la mancanza di tracce di un disegno preparatorio sulla stoffa, è possibile che le coperte siano state lavate in un qualche momento della loro storia.
Gli strati delle coperte sono costituiti da più strisce di tela cucite insieme, la maggior parte delle quali, inclusi quelle centrali, hanno la larghezza di un telaio. Lungo i bordi si possono notare strisce più strette, adattate simmetricamente all'estetica complessiva.
In alcune parti delle coperte, i pezzi di stoffa sembrano essere stati scelti con cura per adattarsi alle scene rappresentate. Altrove, invece, le cuciture tra le diverse strisce di tessuto attraversano le immagini. In particolare, il bordo sinistro del Tristan Quilt è composto da due pezzi di tessuto uniti da una cucitura orizzontale. Questa cucitura appare irregolare e interrompe la scena raffigurata, il che suggerisce che non facesse parte del disegno originale. Sembra inoltre che la figura di un trombettiere sia stata rimossa da una parte della coperta e ricollocata altrove. Rajna riteneva che tale traslazione fosse stata fatta probabilmente per evitare la ripetizione di scene simili vicine oppure per scarsa attenzione nella fattura dell'opera. Ciò tuttavia avrebbe indicato una scarsa comunicazione tra gli artigiani che lo hanno realizzato o la mancanza di una pianificazione precisa della distribuzione delle immagini. È possibile che la coperta di Usella sia stata modificata nel tempo per adattarsi a un letto più piccolo rispetto a quello per cui era stata inizialmente creata.

### Il restauro e la copia della Coperta Usella

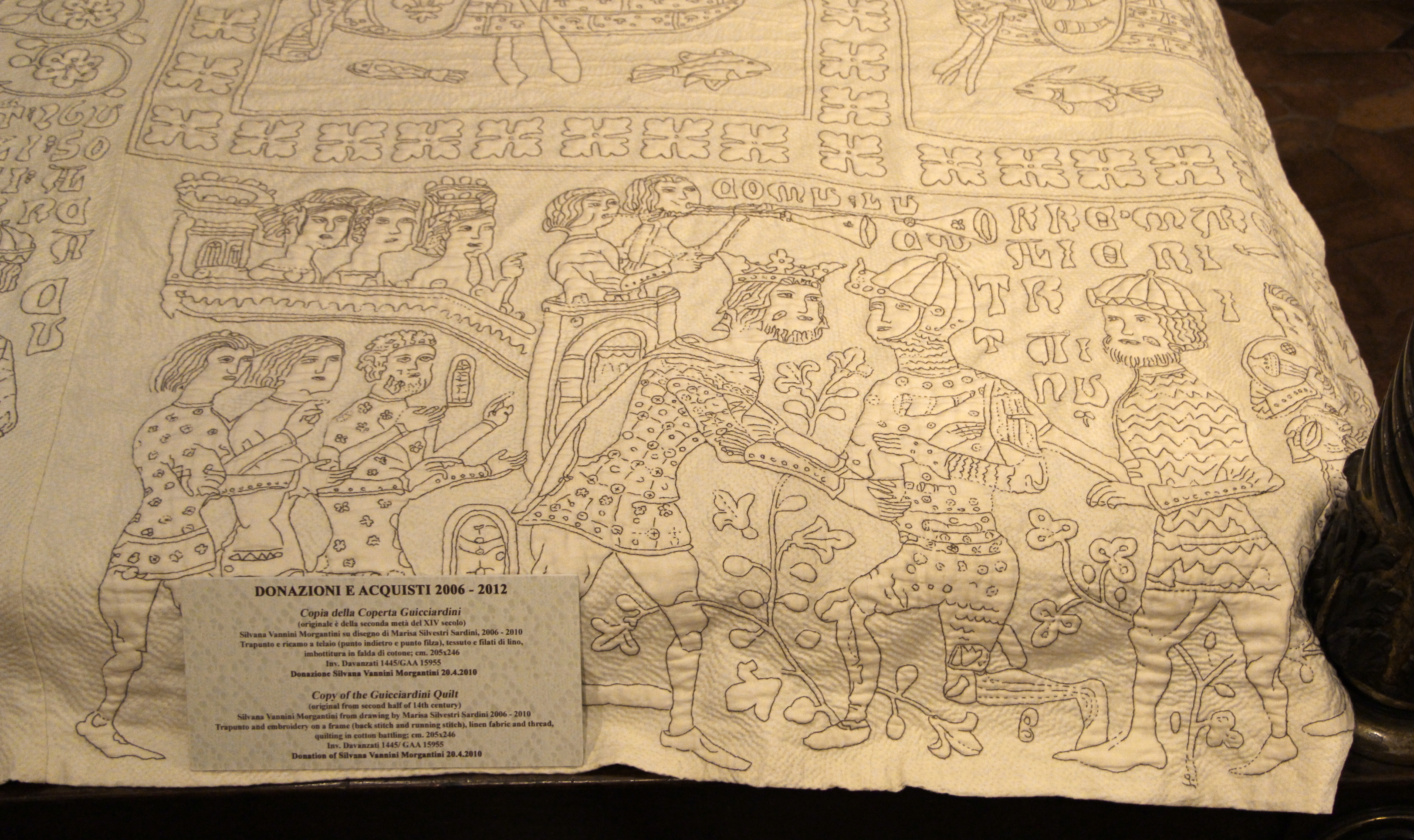
Particolare della copia della Coperta Guicciardini di Usella

La coperta di Palazzo Davanzati è stata restaurata con un intervento eseguito dal settore del restauro dei tessuti dell'Opificio delle pietre dure di Firenze conclusosi nel 2010. L'intervento, che ha consentito uno studio approfondito dell'opera, ha riguardato la pulitura, il consolidamento delle trame e degli orditi dei teli e la loro messa in sicurezza.
Il restauro ha fornito l'occasione per la realizzazione di una copia dell'opera basata sulla documentazione fotografica eseguita nell'occasione e con i materiali, i criteri e le tecniche quanto più possibile simili all'originale. Ciò ha permesso di ottenere una nuova coperta del peso di 3,6 kg del tutto analogo all'originale. Per l'occasione è stato costruito un apposito telaio della larghezza di due metri appoggiato su cavalletti. Per ricamare le figure sono stati impiegati circa 3.192 metri di filo e altri 1.440 metri sono stati usati per il punto filza di sfondo, con un tempo complessivo di circa 3.600 ore di lavoro.
La coperta Usella e la sua copia sono ora esposte in una sala dedicata al primo piano del Museo di Palazzo Davanzati a Firenze.

## La relazione tra le due coperte
Rajna aveva sostenuto che entrambe le coperte dovessero essere state disposte nella stessa stanza, poiché le storie raffigurate su di esse si completano a vicenda. Del resto sembra fosse usanza comune avere due letti nella camera da letto per una coppia e per i loro figli. Altri studiosi, tra cui già nel 1932 i curatori del Victoria and Albert Museum, ritenevano invece che entrambe le coperte facessero parte di un'opera più grande. Nel 1981, la studiosa Pamela Clabburn suggerì che potesse mancare una terza parte. La storica del tessile Sarah Randles nel 2004 ha presentato argomentazioni solide a favore dell'ipotesi che le due coperte fossero in origine un unico pezzo.
Un argomento a favore di una coperta unica è che, in base alle linee di cucitura, sembra chiaro che il bordo sinistro della trapunta del Victoria and Albert Museum sia stato aggiunto durante modifiche successive. Se questo bordo sinistro venisse rimosso (di nuovo), le coperte Guicciardini potrebbero essere assemblate senza alcun problema. Se entrambe le coperte venissero unite in una sola, si potrebbe ricostruire l'ordine del racconto illustrato.
Un'obiezione contro l'ipotesi che la coperta del Bargello e quella del Victoria and Albert Museum siano un'unica grande coperta è che nel primo Rinascimento le dimensioni del letto su cui sarebbe stata posta non erano grandi quanto quelle della trapunta stessa una volta assemblata. La larghezza complessiva della coperta riassemblata sarebbe di circa 4 metri e la lunghezza tra i 5 o i 6 metri, a seconda dell'aspetto dei frammenti mancanti. Tuttavia, le coperte trapuntate servivano principalmente all'élite come oggetti di rappresentanza. Mostravano lo status sociale e spesso le alleanze della famiglia, sia nei confronti di Dio che dei concittadini. La famiglia Guicciardini, per la quale la coperta era stata realizzata, era ricca e il suo status si manifestava attraverso la casa, gli arredi e la spaziosità degli ambienti. Le camere da letto erano spazi semi-pubblici, dove venivano accolti anche gli ospiti. I letti dominavano l'ambiente in cui si trovavano e, in alcuni casi, erano utilizzati più come simboli di prestigio che come veri e propri giacigli per dormire.
I letti possedevano la testiera ma non la pediera. Le coperta quindi avrebbe dovuto sporgere sia ai lati del letto che ai piedi. Anche se all’epoca i letti potevano avere dimensioni di circa 3,50 m × 4,60 m, la coperta sarebbe stata comunque significativamente più grande. Inoltre, dipinti dell’epoca mostrano letti con grandi copriletti che scendevano fino a terra. Se si assume che le immagini al centro della coperta fossero disposte sulla superficie del letto, mentre la cornice decorata pendeva lateralmente, sarebbe stato necessario un letto di grandi dimensioni, ma le proporzioni non sarebbero irrealistiche. Inoltre, sono state documentate coperte ancora più grandi risalenti allo stesso periodo.
Le coperte decorative non erano utilizzate solo come copriletti, ma anche come arazzi da parete, spesso di grandi dimensioni. Alcuni specialisti ipotizzano quindi che le coperte Guicciardini fossero originariamente destinate a essere appese. A favore di questa teoria vi sono sia la loro forma sia le analisi di laboratorio condotte sulla coperta del Bargello. Il Victoria and Albert Museum classifica il suo Tristan Quilt come coperta da letto, ma riconosce la possibilità che potesse trattarsi di un arazzo.

## La storia di Tristano raffigurata sulle coperte

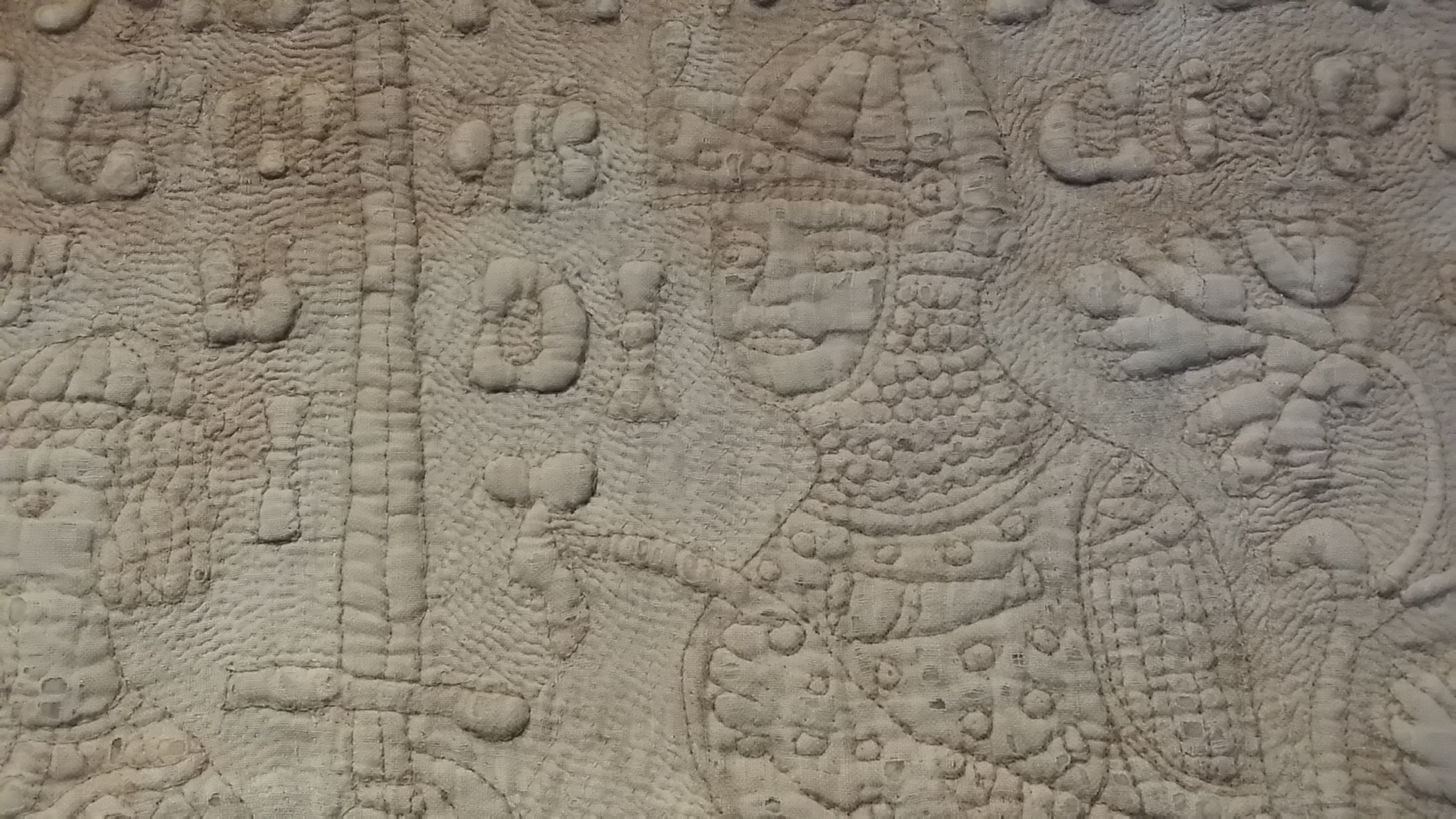
Particolare di Tristano raffigurato nella scena 7 del Tristan Quilt

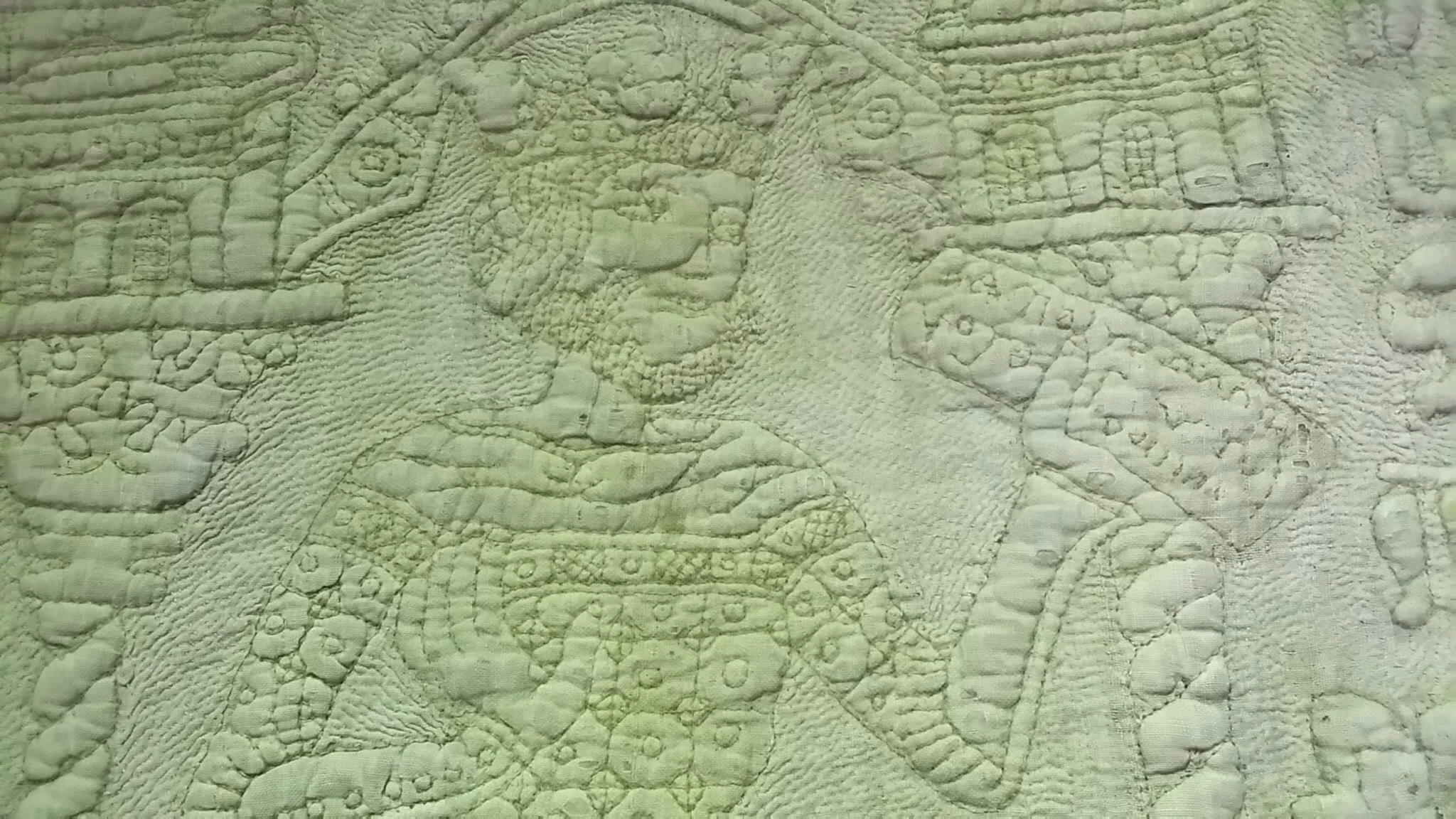
Il re Marco di Cornovaglia nella scena 7 del Tristan Quilt

Tristano era uno dei cavalieri della Tavola Rotonda nella leggenda di Re Artù. La sua storia era molto popolare nell'Europa medievale e sono giunte fino a noi diverse versioni della saga. In Italia quella di Tristano era la più amata tra le leggende arturiane. Solo tra il XIII e il XIV secolo si contano oltre cinquanta opere italiane dedicate al ciclo di Tristano. Era un eroe del suo tempo: da orfano divenne un valoroso guerriero, servì con devozione e lealtà il suo re e, non da ultimo, fu un amante appassionato. Incarnava l'eroe che protegge la comunità, portando stabilità in un mondo teso e incerto. Questo lo rese particolarmente apprezzato dai potenti, il cui interesse principale era il mantenimento dell'ordine sociale. L'associazione di Tristano con le insegne della famiglia Guicciardini rifletteva le sue qualità positive sul loro casato, rafforzandone il prestigio.
Le scene sulle coperte Guicciardini non mostrano la nota storia d'amore tra Tristano e Isotta., ma l'evoluzione di Tristano da giovane inesperto a cavaliere degno, capace di risolvere il conflitto tra suo zio, il re di Cornovaglia, e il re d'Irlanda.
La narrazione sulla parte rimanente delle coperte inizia con una scena in cui Tristano, accompagnato dal suo scudiero Governale, si reca alla corte di suo zio, il re Marco di Cornovaglia. Lì apprende che Languis, il re d'Irlanda, ha ordinato di riscuotere il tributo annuale dalla Cornovaglia. Moroldo, figlio del re Languis e valoroso combattente, minaccia di assaltare la Cornovaglia con il suo esercito se il pagamento non verrà effettuato. Il re Marco ha intenzione di pagare. Tristano, che ha appena quindici anni, chiede a Marco di nominarlo cavaliere, affinché possa affrontare Moroldo. Il re acconsente. Tristano e Moroldo concordano di salpare ciascuno da solo verso un'isola per il loro duello. Nel combattimento Tristano assesta un violento colpo alla testa al suo avversario, ferendolo mortalmente. Con un astuto stratagemma, Moroldo riesce, prima di morire, a sfruttare la bontà di Tristano, scagliandogli una freccia avvelenata nella coscia. Nell'ultima scena, gli irlandesi attendono il ritorno di Moroldo. Una parte significativa della storia di Tristano manca, poiché le coperte sono incomplete, e sul prosieguo della narrazione si possono fare solo delle ipotesi. Si presume che Tristano abbia incontrato Isotta nelle immagini mancanti; tuttavia, non ci sarebbe abbastanza spazio per descrivere l'intera storia di Isotta. Pertanto, si può supporre che la narrazione raffiguri principalmente le lotte di Tristano, con il nuovo amore per Isotta a costituire il punto finale della storia.

## La sequenza delle scene
I primi studiosi Rajna e Loomis stabilirono un ordine delle scene raffigurate che è stato poi adottato dai ricercatori successivi. Sia Rajna che Loomis notarono che l’osservatore dovrebbe "leggere" prima le scene sul bordo e poi quelle al centro. Le immagini dei bordi si riferiscono ad eventi che hanno portato Tristano alla battaglia contro Moroldo (Morholt), mentre nei riquadri centrali vengono mostrati i dettagli dello scontro stesso.
I due studiosi proposero ciascuna una diversa disposizione per le scene centrali. Le principali differenze tra le loro versioni riguardano l'ordine in cui i cavalieri arrivano sull'isola e se Tristano allontani la barca prima o dopo l'arrivo del suo avversario. Secondo entrambe le ipotesi tuttavia, l'ordine di lettura delle scene salta ripetutamente da una coperta all'altra senza un filo logico e appare improbabile che uno spettatore potesse comprendere questa successione.
Una lettura più recente delle immagini segue invece un ordine lineare: se si posizionano le due coperte una accanto all’altra e si considerano alcuni riquadri come parti di una scena unica, ne emerge una narrazione coerente. Le scene sul bordo possono essere lette quasi interamente in senso antiorario, mentre quelle centrali si seguono riga per riga, da sinistra a destra, dal basso verso l'alto. Questo metodo di lettura rende la storia lineare e più comprensibile al pubblico contemporaneo.
Le immagini al centro delle coperte sono separate da cornici decorate con motivi floreali, che appaiono più marcate rispetto alle divisioni del bordo esterno. Tuttavia, queste fasce decorative sono meno rigide di quanto sembrino: le separazioni non indicano necessariamente una distinzione temporale o spaziale nella narrazione. Ad esempio, nell'immagine iniziale sul bordo sinistro della coperta del Bargello, Governale, lo scudiero di Tristano, con un gesto della mano indica dietro di sé un messaggero posizionato oltre il tralcio di vite che separa le scene. Il linguaggio del corpo delle tre figure suggerisce che, nonostante la divisione, la scena sia unitaria. Un altro esempio, quasi moderno nella sua concezione, è visibile in una scena posta nella fila inferiore centrale del Tristan Quilt. In questa scena Tristano, raffigurato nel riquadro di destra, respinge con il piede una barca posta sul riquadro di sinistra; il piede passa dietro la bordura che separa le scene.

## I testi
Sono le immagini a trasmettere la maggior parte della narrazione. I testi ricamati accanto alle immagini non sempre hanno un riferimento diretto con le immagini stesse e possono essere interpretati come informazioni supplementari, non come descrizioni delle raffigurazioni. A eccezione di un testo, tutte le frasi iniziano con la parola "Comu". Ad esempio, si legge "Comu Tristainu et Guvirnal so vinuti allu rre Marcu" (Come Tristano e Governale sono giunti dal re Marco), "Comu lu rre Marcu fechi cavalieri Tristainu" (Come il re Marco nomina Tristano cavaliere), "Comu Tristainu vai nella isola per cumbactiri locu" (Come Tristano si dirige verso l'isola per combattere).
Rajna e Loomis, in quanto letterati, ipotizzarono che gli artisti delle coperte fossero guidati dalla versione letteraria della leggenda di Tristano. Inoltre, nella loro interpretazione, si concentrarono soprattutto sui testi ricamati piuttosto che sulle immagini, confrontandoli con le tradizioni della leggenda. La narrazione raffigurata sulle trapunte si attiene principalmente a due tradizioni in toscano del XIV secolo: La Tavola Ritonda e il Tristano Riccardiano.

## Adattamento della narrazione alla situazione politica

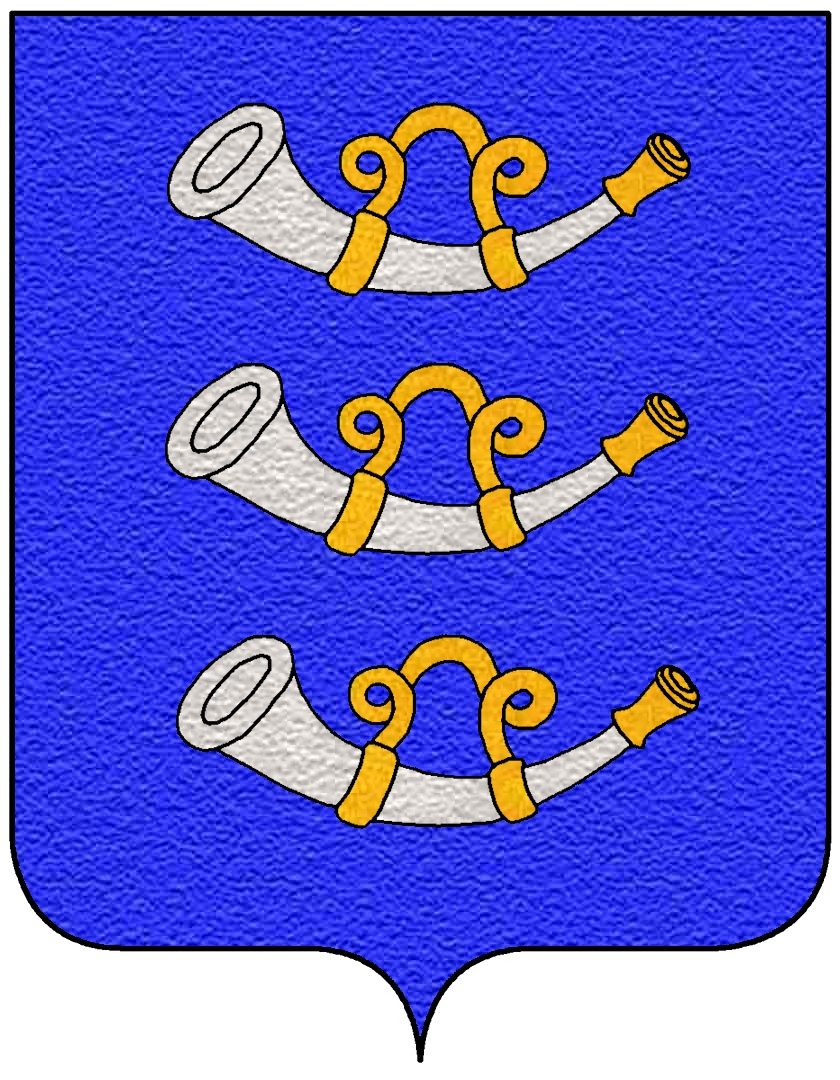
Stemma della famiglia Guicciardini

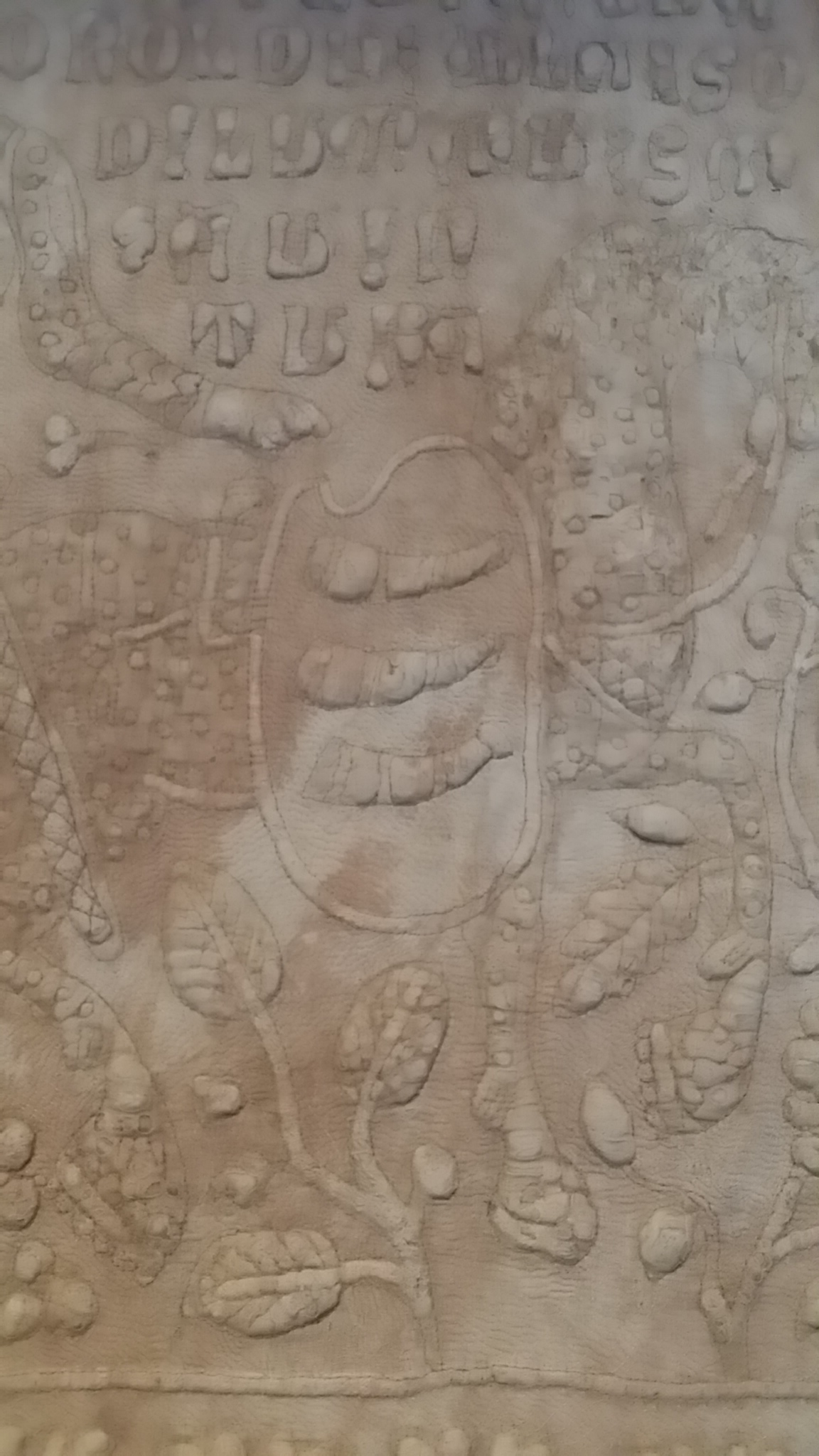
Particolare dello scudo di Tristano con i tre corni sul Tristan Quilt

La narrazione mostra diverse scene e dettagli che non compaiono nelle fonti letterarie. Ad esempio, si potrebbe interpretare l'ordine delle immagini sulla coperta in modo tale che Tristano venga insignito del titolo di cavaliere al suo arrivo in Cornovaglia (figura in basso a sinistra) e non, come scritto, in un momento successivo.
Le scene inventate collegano la storia di Tristano a conflitti reali in Italia alla fine del XIV secolo. I dettagli aggiuntivi fanno riferimento ad azioni concrete di singoli individui e Stati interessati all'esito del conflitto napoletano. Nel 1378, i cardinali italiani scelsero un arcivescovo del Regno di Napoli, Urbano VI, per guidare la Chiesa. La classe dirigente fiorentina desiderava stabilità politica e un papa a Roma, e la maggior parte delle città-stato italiane sostenne tale elezione. I cardinali francesi, d'altro canto, elessero un antipapa, Clemente VII, con sede ad Avignone. Tutte le parti coinvolte miravano al controllo sul Regno di Napoli. La storia di Tristano fu modificata per favorire una posizione di parte sulle rivendicazioni territoriali in Italia, e gli adattamenti potrebbero essere stati pensati per rafforzare un pretendente al trono napoletano.
Tre allusioni agli eventi reali degli anni 1390 non sono presenti nella leggenda arturiana. La prima riguarda gli stemmi degli eserciti: in altre rappresentazioni italiane della leggenda di Tristano, i cavalieri sono raramente raffigurati con stemmi. Sulle coperte, invece, Tristano si riconosce per la presenza di tre corni da caccia sulla sua armatura, che corrispondono allo stemma della famiglia Guicciardini. Questo non implica che Tristano fosse un membro della famiglia, ma che si mostrasse solidale con il casato. Le coperte Guicciardini sono gli unici tessuti di quell'epoca riguardanti Tristano in cui egli porta lo stemma di una famiglia esistente. Moroldo, l'avversario di Tristano, mostra invece uno stemma con tre gigli disposti nello stesso ordine dello stemma francese. Infrangendo il codice cavalleresco, non recandosi da solo all'isola e ferendo subdolamente Tristano, Moroldo lascia intendere che anche i francesi fossero, nella realtà, altrettanto infidi.
La seconda allusione riguarda l'ingaggio di mercenari. Moroldo dimostra la sua propensione alla violenza assumendo dei mercenari, particolare che non è presente in nessuno dei testi della leggenda a noi pervenuti.
La terza allusione riguarda la grandezza della flotta nemica. Ben tre scene distinte mostrano la forza dell'avanzata dell'esercito irlandese. Le quaranta navi riportate nel testo ("Comu lu Amoroldu e vinutu in Cornuvalgia cun xxxx galei") rappresentano le dimensioni dell'armata francese inviata a Napoli nel 1390. La situazione raffigurata sulle coperte viene presentata come altrettanto minacciosa quanto quella che i fiorentini devono aver percepito di fronte agli assediatori francesi.
I visitatori della famiglia Guicciardini avrebbero compreso facilmente le implicazioni politiche delle immagini.

## Committenza
Non è documentato chi abbia commissionato la coperta. Appare plausibile che il committente fosse una persona il cui interesse veniva favorito dalla storia. Il messaggio politico contenuto nella narrazione suggerisce che si trattasse di qualcuno che desiderava che a reggere il trono del Regno di Napoli non fosse il re francese Luigi II, ma Ladislao. Le famiglie fiorentine Guicciardini e Acciaiuoli, infatti, simpatizzavano con i governanti di Napoli, minacciati dai francesi.
È possibile che la coperta sia stata commissionata dai Guicciardini o dagli Acciaiuoli. Tra il 1375 e il 1400 le due famiglie, che godevano di ricchezza e influenza, erano legate sia personalmente sia politicamente. Nel 1395 fu celebrato un matrimonio tra le famiglie, il che costituirebbe un motivo plausibile per realizzare un'opera così lussuosa.
Molti storici ritengono che il committente fosse un membro della famiglia Guicciardini, poiché Tristano porta lo stemma della famiglia. Tuttavia, è improbabile che i Guicciardini avrebbero messo a rischio le loro attività bancarie e commerciali con la Francia. È anche possibile che il committente fosse un membro dalla famiglia Durazzo, come ad esempio il cardinale Angelo Acciaiuoli o Margherita di Durazzo. La grande coperta decorativa potrebbe essere stata un regalo tipico della regione destinato ai benestanti Guicciardini, al fine di assicurarsi il loro favore e sostegno finanziario. Margherita di Durazzo potrebbe aver fatto dono ai Guicciardini della trapunta antifrancese nel momento in cui cercava il loro aiuto finanziario e politico per scacciare i francesi da Napoli.